# Konno Akira
Akira Konno (sinh ngày 12 tháng 9 năm 1974) là một cầu thủ bóng đá người Nhật Bản.

## Sự nghiệp câu lạc bộ
Akira Konno đã từng chơi cho Júbilo Iwata và Kawasaki Frontale.